# HMS Northumberland (1866)
Panserskibet HMS Northumberland var et af de tre skibe af Minotaur-klassen i den britiske flåde. Skibene var planlagt som 50-kanoners pansrede fregatter, en lidt forvirrende betegnelse i betragtning af, at de var langt større og kraftigere end de forudgående linjeskibe. Imidlertid holdt Royal Navy stadig fast i, at et skib med kun ét kanondæk måtte være en fregat, selv om Minotaur-klassen de første 10 år af deres levetid var de største krigsskibe i verden. De tre søsterskibe var let genkendelige med deres 5-mastede rigning, men på trods af de mange master var de ret dårlige sejlere, og kunne højst præstere 9,5-10 knob under sejl. De var designede med den forudsætning, at de skulle være de bedst armerede, bedst pansrede og hurtigste krigsskibe i verden, men på grund af den lange byggeperiode var de allerede ved at blive overhalet af nye skibe, da de var færdige. I forhold til forgængerne var den ekstra tonnage blandt andet brugt til at øge panseret i vandlinjen med 25 mm. Navnet refererer til grevskabet Northumberland, og skibet var det sjette af foreløbig syv i Royal Navy med dette navn.

## Ændret design
Northumberland lignede med sine fem master de to søsterskibe, men der var alligevel foretaget en del ændringer i konstruktionen i forhold til de to andre. Først og fremmest havde Admiralitetet indset, at de reb-betjente 17,9 cm kanoner nærmest var livsfarlige for kanonbesætningerne, så snart der var en smule søgang. Derfor blev Northampton bestykket med 20,3 cm kanoner, der kunne bruges i al slags vejr. Den øgede vægt af kanonerne blev kompenseret ved, at man fjernede pansringen ved de forreste og agterste kanoner. Den ændrede vægtfordeling betød, at skibet var omkring 1,5 knob langsommere under sejl end sine halvsøstre, og efter ændringen til barkrigning var det med kun 7 knob flådens langsomste sejler. På den tid bevægede flåderne sig stadig under sejl i lange perioder, og det kan have været en af grundene til, at Northampton, skønt det var langt det mest kampduelige skib i trekløveret, altid var placeret nederst i kommandohierakiet.

## Tjeneste
Da Northumberland indgik i den britiske flåde i 1868, fik den sammen med søsterskibet Agincourt en specialopgave, nemlig at slæbe en stor flydedok fra England til øen Madeira. Herefter overtog Warrior og Black Prince opgaven, og bugserede dokken resten af vejen til bestemmelsesstedet, den britiske flådebase på Bermuda. Northumberland sluttede sig derpå til den britiske Kanalflåde, hvor den tilbragte resten af sin aktive tjeneste, kun afbrudt af værftsbesøg. I december 1872 lå skibet med Kanalflåden ved Funchal, og under en storm brast ankerkæden, så Northumberland kolliderede med vædderstævnen på HMS Hercules og fik bunden revet op. Den vandtætte opdeling af skibet stod imidlertid sin prøve, og Northumberland var i stand til selv at gå til Middelhavsflådens værft på Malta og blive repareret. Mens Minotaur var på værft i 1873-75 oplevede Northumberland en kort periode i rampelyset som admiralsskib for Kanalflådens næstkommanderende.

### 1875-1879: Omarmering og omrigning
Da Minotaur kom retur fra værft, var det Northumberlands tur til at få en større overhaling. De sidste to 17,9 cm kanoner forsvandt, og nogle få andre kanoner blev også udskiftet. Der blev som noget nyt plads til to salutkanoner – noget søsterskibene havde haft hele tiden – og endelig blev der opstillet fire torpedoapparater. De skulle affyre deres torpedoer ud gennem ledige kanonporte. I modsætning til søstrene fik Northumberland allerede ved dette første eftersyn fjernet to af sine master, og var herefter rigget som en tremastet bark.

### 1879-1890: De sidste aktive år.
Fra 1879 til 1885 tjente skibet på ny i Kanalflåden. I 1885-87 var det på værft igen, og fik et par moderne bagladere opstillet. Fra 1887-90 havde det sin sidste periode med aktiv tjeneste i Kanalflåden.

## AcheronogC.8
Northumberland lå reserve ved Portland 1890-91 og ved Devonport 1891-98. Så ophørte dets status som krigsskib, og det blev skoleskib for fyrbødere ved Nore under navnet Acheron i årene 1898-1909. Derpå blev det ribbet for inventar og omdannet til flydende kullager, først som C.8 og fra 1926 som CD.68. Skibet blev solgt i 1927 og slæbt til Dakar, hvor det lå under navnet Stedmound, til det blev ophugget i 1935.
Museet i London Docklands har en stor model af skibet, lavet i 1870'erne.